# Славутицька централізована бібліотечна система
Перша Славутицька бібліотека була створена у 1987 році в місті Славутич. Славутич — нове місто для постійного проживання працівників Чорнобильської АЕС та членів їх сімей після аварії на ЧАЕС.
Історія ЦБС

## Структура
- Загальноміський бібліотечно-інформаційний центр;
- Бібліотечно-інформаційний центр для дітей та юнацтва;
- Бібліотека-філія № 2 (при спеціалізованій медико-санітарній частині).

## Режим роботи
Пн-Пт: 10-19
Сб, Нд: вихідні.
Останній четверг місяця — санітарний.

## Діяльність
Бібліотеки Славутицької ЦБС вже впродовж багатьох років залишаються одним із найважливіших центрів навчання, духовного збагачення, проведення дозвілля та гармонійного спілкування наших славутичан. Саме вони за своїм призначенням є потужним знаряддям демократії, гармонізації суспільних відносин, важливим чинником інтелектуального, духовного і естетичного виховання та збагаченням наших жителів.

Віддаючи людям весь спектр різноманітних, накопичених у власних книгосховищах, знань та інформаційних потоків, державотворчих ідей, розкриваючи реальну картину світу, центри сприяють всебічному розвитку особистості, вихованню кращих громадянських якостей і патріотичної свідомості славутичан, забезпечують нерозривний зв'язок минулого і сьогодення.

Сьогодні це справжній культурно-просвітницький та інформаційний центр територіальної громади Славутича. Конференції, семінари, форуми, дискусійні «круглі столи» та інші заходи загальноміського масштабу, постійні зустрічі з посадовими особами міської влади, активістами організацій, доступ до сучасних інформаційно-телекомунікаційних технологій, заходи бібліотечного спрямовання, різноманіття дозвіллєвих клубів, мистецькі виставки — все це працює для задоволення освітніх та культурних потреб жителів міста.

Прагнучи наблизити і зробити більш доступною друковану та електронну інформацію своїх фондів, забезпечити інформаційну підтримку загальноміських громадських і освітніх програм бібліотечний центр активно займається видавничо-бібліографічною діяльністю, постійно розширюючи тематику своїх видань. Щорічно друкуючи більш 20 назв бібліографічних покажчиків, інформаційних довідників, буклетів, календарів-закладок, загальним тиражем близько 500 примірників.

Значна увага приділена культурно-масовій та просвітницькій роботу, що включає зустрічі з цікавими людьми, «круглиістоли», диспути, літературні вітальні, мистецькі години, літературно-музичні композиції з нагоди пам'ятних дат, книжково-ілюстровані виставки, тематичні полички, інформаційні викладки літератури. Протягом року виставкова зала постійно запрошує всіх бажаючих ознайомитися з творчістю талановитих митців Славутича, Чернігова. Прекрасні роботи художників, фотографів, майстрів художньої вишивки, творчі доробки вихованців дитячої студії образотворчого мистецтва «АКВА», Дитячої школи мистецтв завжди привертають увагу всіх, хто відвідує бібліотечний центр.

Працівники бібліотеки систематично беруть участь у різних науково-практичних конференціях, форумах, відвідують семінари, обмінюються досвідом з колегами з інших бібліотек з метою підвищення свого професійного рівня.

## Фонди
Загальний фонд Славутицької ЦБС становить понад 82000 примірників.

## Користувачі
Щорічно бібліотеки Славутицької ЦБС відвідує понад 11 тисяч користувачів. З них понад 6 тисяч — це діти та підлітки. Книговидача становить більше 200 тис. примірників. А фондами бібліотек Славутича залюбки користуються як жителі міста, так і відвідувачі Інтернету. Із більше ніж 193000 відвідувань на рік, близько 110 тисяч — це користувачі електронних ресурсів головних бібліотек міста.